# Mathilde Wendt
Mathilde Caroline Luise Wendt (* 6. November 1838 in Posen; † 25. Januar 1927 in Baden-Baden) war eine deutsche Musiklehrerin.

## Leben
Mathilde Caroline Luise Wendt wurde am 6. November 1838 in Posen geboren. Ihr Vater, Heinrich Wendt, war zu dieser Zeit Direktor des Friedrich-Wilhelm-Gymnasiums in Posen. Im Herbst 1848 zog die Familie nach Stettin, wo der Vater eine neue Anstellung erhielt und ihr Bruder Gustav ebenfalls eine Position als Gymnasialoberlehrer fand. 1856 erfolgte ein weiterer Umzug nach Magdeburg. Drei Jahre später, 1859, verstarb Heinrich Wendt im Alter von 56 Jahren an Typhus.
Mathilde Wendt zog zunächst nach Potsdam und wenig später nach Berlin, wo sie 1862 eine Anstellung als Klavierlehrerin an der Königin-Luise-Stiftung erhielt. Bereits in ihrer Jugend hatte sie den Wunsch, Schülerin der berühmten Pianistin Clara Schumann zu werden. Dieser Wunsch erfüllte sich, als Clara Schumann 1873 nach Berlin zog. Im Mai 1876, im Alter von 38 Jahren und nach 14 Jahren Tätigkeit als Klavierpädagogin an einer renommierten Mädchenschule, wurde Mathilde Wendt schließlich Schülerin Clara Schumanns.
Clara Schumanns Interesse an Mathilde Wendt wurde durch die Bekanntschaft mit ihrem Bruder Gustav Wendt geweckt, der seit 1867 als Direktor des Gymnasiums in Karlsruhe tätig war. Gustav Wendt war mit dem dortigen Hofkapellmeister Hermann Levi und dem Komponisten Johannes Brahms befreundet. 1878 erhielt Clara Schumann einen Ruf als Lehrerin an das Hoch’sche Konservatorium in Frankfurt am Main, wodurch das Studium von Mathilde Wendt beendet werden musste. Die ausführlichen handschriftlichen Erinnerungen von Mathilde Wendt an Clara Schumann werden im Robert-Schumann-Haus in Zwickau aufbewahrt.